# 페트르 파를레르시
페트르 파를레르시(체코어: Petr Parléř, 1333년 ~ 1399년 7월 13일) 또는 페터 파를러(독일어: Peter Parler)는 보헤미아의 건축가이자 조각가다. 1356년 이후 보헤미아 왕국의 수도이자 신성 로마 제국의 중심지인 프라하에 살았고, 그곳에서 가장 유명한 작품인 성 비투스 대성당과 카를교를 만들었다.